# Данилевский, Ростислав Юрьевич
Ростисла́в Ю́рьевич Даниле́вский (10 декабря 1933, г. Красногвардейск, ныне Гатчина — 13 апреля 2023, Санкт-Петербург) — советский и российский филолог-германист, историк русской литературы и её международных связей, переводчик. Доктор филологических наук (1985).

## Биография
Отец, Юрий Андреевич Данилевский (1905—1949), родом из Черниговской области (Украина), геолог и географ, работал в Дальстрое на поисках урановых руд, и мать (урожд. Ольшанская) Дина Исааковна (1904—1995), родом из Кременчуга Полтавской области (Украина), педагог-биолог, ― выпускники Киевского государственного университета. Младший брат Константин род. 17 ноября 1945 г.
В детстве проводил летние месяцы на родине родителей, где в 1941 г. семью настигло известие о начале войны. В 1941 г. вместе с матерью эвакуировался на Урал, где жил до 1943 г.: в пос. Верх-Нейвинск Свердловской обл. и короткое время в деревне Тараски, где пошел в первый класс (в той же школе преподавала его мать). С 1943 до весны 1947 жил на Колыме по месту службы отца. Семья жила в поселке «Четвертый километр» близ Нижнего Сеймчана, где, кроме школы, была богатая библиотека, и Данилевский впервые прочел многие произведения М. Ю. Лермонтова, В. А. Жуковского, А. К. Толстого и др. С осени 1949 года семья жила в Ленинграде, 11 л. Васильевского острова. № 22; непродолжительное время Данилевский учился в школе № 24 на Среднем пр. В том же году после известия о смерти отца от белокровия в Магадане семья вернулась в Гатчину.
В 1953 году Данилевский окончил гатчинскую школу № 4 с серебряной медалью и, уступив пожеланию матери, в память об отце поступил в Горный институт, но ушел после первого семестра и в 1954 г. поступил на филологический факультет ЛГУ, отделение романо-германской филологии. Ученик проф. М. Тронской, проф. В. Жирмунского, доц. Н. Жирмунской, доц. С. Акулянц, проф. А. Смирнова. Подавал большие надежды как лингвист, но выбрал занятия литературой.
По окончании ЛГУ (1958) был принят на работу в ИРЛИ (Пушкинский Дом) АН СССР на должность старшего научно-технического сотрудника. Пройдя всю карьерную «лестницу», стал главным научным сотрудником Отдела взаимосвязей русской и зарубежных литератур, в котором служил до последних дней.
Член Общества Гете в Веймаре (1976), Шиллеровского общества (Германия, 1980), Общества Гете в СПб. (1998). Член редколлегии серии «Литературные памятники» с 1999 года. Переводчик с русского на немецкий и с немецкого на русский (И. С. Тургенев, В. Я. Пропп, У. Брекер, Г. Цшокке).
13 апреля 2023 года скончался от ковида. Похоронен на Никольском кладбище.

### Семья
Первая жена — Людмила Семеновна Данилевская (урожд. Вишневская) (12 июня 1933, Гатчина — 2 февраля 2019, СПб.), с которой Данилевский сдружился ещё в школе и которой посвятил свою книгу «Фридрих Шиллер и Россия» (2013). Похоронена на Никольском кладбище. Данилевский и их сын фигурируют в её воспоминаниях «Жизнь прожить…».
Сын — Данилевский Вадим Ростиславович (20.09.1964 — 28.07.1998, СПб.), педагог, актёр, режиссёр, поэт, бард. Его памяти посвящена книга Данилевского «Пушкин и Гёте. Сравнительное исследование» (1999). Похоронен на Никольском кладбище.
Вторая жена — Мария Юрьевна Данилевская (урожд. Степина) (род. 21.10.1966, г. Ленинград), литературовед.

## Научная деятельность
Область научных интересов: сравнительное литературоведение, взаимосвязи русской литературы XVIII—XXI вв. с литературами стран немецкого языка, история русской, немецкой, австрийской, швейцарской литературы преимущественно эпох Просвещения, романтизма, реализма и отчасти модернизма, теория литературы, эстетика. Основные направление исследований — выявление малоизученных, забытых или неизвестных связей, параллелей и особенностей в развитии русской литературы и литератур стран немецкого языка как свидетельств их неповторимого национального культурного статуса и вместе с тем их существования в системе мировой литературы в виде неотъемлемых частей всемирной культуры человечества. Наибольший интерес Д. вызывают такие писатели, как В. А. Жуковский, А. С. Пушкин, М. Ю. Лермонтов, И. С. Тургенев. А. К. Толстой, Г. Э. Лессинг, К. М. Виланд, И. В. фон Гете, И. К. фон Шиллер, Г. Гейне.
Печататься начал с 1960 года. В 1966 году защитил кандидатскую диссертацию на тему «„Молодая Германия“ и русская литература» (науч. рук. акад. М. П. Алексеев). В 1969 по её материалам подготовил книгу «„Молодая Германия“ и русская литература: Из истории русско-немецких литературных отношений первой половины ХIХ в.» (изд-во «Наука»).
В 1984 году защитил докторскую диссертацию на тему «Россия и Швейцария. Литературные связи XVIII—XIX вв.», материалы которой легли в основу одноимённой книги.
Читал лекции в ряде университетов Германии в 1980/90-х гг. (Бонн, Кёльн, Кобленц, Геттинген, Бамберг и др.), в Орловском гос. университете, в Глазовском государственном педагогическом институте.
Автор более 200 статей и публикаций по указанным проблемам, а также монографий и изданий с его участием. Подготовил к изданию:
- Виланд К. История абдеритов. М.: Наука, 1978 (Лит. памятники) (совм. с Г. Слободкиным);
- Брекер У. История жизни бедного человека из Тоггенбурга. СПб.: Наука, 2003 (Лит. памятники);
- Толстой А. К. Из поэтического наследия. СПб.:	Наука, 2006 (серия «Translatio mundi») (совм. с Г. Тиме).

## Творчество
Всю жизнь писал стихи, но сохранилась небольшая их часть. В 2022 г. опубликован его поэтический сборник «Тихий голос».
Около 2012 г. начал писать воспоминания, но остановился на «университетской» главе, так как жанр мемуаров ассоциировался у него с мыслью о конце жизни, к тому же крупные формы его привлекали меньше, чем малые. По подсказке близких обратился к жанру этюдов, объединяющих воспоминания, ассоциации, размышления и случаи. Сюжетно и тематически они повторяют и варьируют отдельные фрагменты незавершенных воспоминаний, но во многом существенно выходят за их хронологические и тематические границы. В 2022 г. опубликован сборник его этюдов «Мозаика моей жизни».

## Основные работы
Книги
- «Молодая Германия» и русская литература: Из истории русско-немецких литературных отношений первой половины XIX в. Л.: Наука, 1969. — 168 с.
- Россия и Швейцария. Лит. связи XVIII—XIX вв. Л.: Наука, 1984. — 276 с.
- Пушкин и Гёте: Сравнительное исследование. СПб.: Наука, 1999.
- Г.	Э. Лессинг и Россия: Из истории русско-европейской культурной общности. — СПб.: Дмитрий Буланин, 2006.
- Фридрих	Шиллер и Россия. — СПб.: Пушкинский Дом, 2013. — 656 с.
- Germanorossica: Статьи, доклады и заметки разных лет. — Саарбрюккен (Германия), 2015.
- Тихий	голос: Стихи разных лет / Ред.-сост. М. Софийская. СПб.: Скифия, 2022. 240 с.
- Мозаика моей жизни: Этюды / Ред.-сост. М. Софийская. СПб.: Скифия, 2022. 176 с.

Статьи
- Виланд в русской литературе // От классицизма к романтизму: Из истории межд. связей русской литературы. Л., 1970.
- Людвиг Тик и русский романтизм // Эпоха романтизма: Из истории международных связей русской литературы. Л., 1975.
- «Московский»	эпизод в немецкой народной книге об	Агасфере // Сравнительное изучение литератур: Сб. Л., 1976.
- Интерес И. В. Гете к русскому фольклору // Русский фольклор. Л., 1978. Т. 18.
- Немецкие журналы Петербурга в 1770—1810-х гг. // Русские источники для истории зарубежных литератур. Л., 1980.
- Немецкие стихотворения русских поэтов // Многоязычие и литературное творчество. Л., 1981.
- Лермонтовская энциклопедия. М., 1981 [22 статьи].
- Германия в повестях «Ася» и «Вешние воды» // И. С. Тургенев. Вопросы биографии и творчества. Л., 1982 (совм. с Г. Тиме).
- Россика Веймарского архива // Взаимосвязи русской и зарубежных литератур. Л., 1983.
- О	мировом значении русской литературы	// Русская литература. 1985. № 2.
- Заметки о темах западноевропейской живописи в русской литературе // Русская литература и зарубежное искусство. Л., 1986.
- Об источнике стихотворения В. Жуковского «Кольцо души-девицы» // Жуковский и русская культура. Л., 1987.
- Словарь русских писателей XVIII в. Л., 1988. Вып. 1 [16 ст.].
- Пушкинский образ Германии (страна, люди, книги) // The Pushkin Journal. (USA). 1993. Vol. 1. №. 2.
- Писательство как проповедь (Л. Толстой и Ф. Ницше) // Гуманитарные науки: из опыта теоретической интерпретации. СПб., 1993.
- Швейцарец	Мериан и русский Тургенев // Международная жизнь. 1995. № 9.
- Гете о Екатерине II // XVIII век. СПб., 1996. Сб. 20.
- Подобие и родство (Из истории литературных мотивов) // Россия — Запад — Восток: Встречные течения. СПб., 1996.
- Г. С. Сковорода и И. Г. Гердер // Труды Отдела древнерусской литературы. СПб., 1997. Т. 50.
- Ингеборг Бахман и Анна Ахматова // Русская литература. 1998. № 1.
- Schiller in der russischen Literatur: 18. Jh. — erste Hälfte 19. Jhs. Dresden, 1998.
- Тургенев:	Поэзия прозы // Спасский вестник. Тула,	2000. Вып. 7.
- Театр	Фридриха Шиллера // Шиллер Ф. Избранное. М., 2000. Кн. 1.
- Лит. связи Петербурга и Швейцарии // Швейцарцы в Петербурге. СПб., 2002.
- «Посол Истины» (Николай Рерих о Гете) // Немцы в России. СПб., 2003.
- Большой Петербург и маленький Веймар (И. В. Гете о городе на Неве) // Образ Петербурга в мировой культуре. СПб., 2003.
- Два таланта: И. С. Тургенев и А. К. Толстой: отношения личные и творческие // Спасский вестник. Тула, 2005.
- В. А. Жуковский: тема человека // Жуковский и время. Томск, 2007.
- «Это вещь сумасшедшая…»: Уникальность	«Фауста» И. В. Гете // Sub specie tolerantiae: Памяти В. А. Туниманова. СПб., 2008.
- Правда старинного поэта: (О русских переводах	из Эвальда фон Клейста) // Русская литература. 2016. № 4. С. 54-59.
- Поэзия С. А. Есенина в Германии // Русская литература. 2017. № 1. С. 250—251.
- Каталог русской окказиональной поэзии // Русская литература. 2017. № 2. С. 223—224.
- Второй лермонтоведческий сборник // Русская литература. 2018. № 3. С. 258—259.
- «Блаженное наследство»: сборник статей о жизни классической традиции // Русская литература. 2019. № 2. С. 204—206.
- Данте	Алигьери и русская литература: Рец. на кн.: Асоян А. Данте Алигьери и русская литература. СПб.: Алетейя, 2015, 347 с. // Русская литература. 2018. № 2. С. 278—281 (в соавт. с М. Ю. Софийской).
- Карты	миров И. С. Тургенева: Рецензия	на кн.: Доманский В., Кафанова О. Художественные миры Ивана Тургенева: Монография. М.: Флинта, 2018. 431 с. // Русская литература. 2020. № 2. С. 209—211 (в соавт. с М. Ю. Данилевской).

## Из воспоминаний
«Сначала я подался на Отделение журналистики (факультет журналистики был образован лишь впоследствии), но член приемной комиссии поступил мудро, угадав по характеру нашего с ним собеседования, что в журналисты, с их энергией, общительностью и пронырливостью, я не подхожу, и предложил мне выбирать из сугубо филологических специальностей.
Будь я сегодня абитуриентом, я, пожалуй, пошел бы не на Филологический, а на Восточный факультет (он находился в одном здании с „филфаком“) — на индологию, например, или даже на китаистику (синологию), но в те времена Восток был ещё сонным, колониальным, темой не особенно модной и привлекательной. Мое происхождение, моя Гатчина с её сгоревшим замком, баллады Жуковского, Гете и Шиллер, братья Гримм, память о Гедвиге Эдуардовне тянули меня к Германии, да и немецкая тема в те послевоенные годы, при существовании Германской Демократической Республики была актуальной, и язык мой в школе был немецкий»: Из неопубликованной рукописи незавершенных воспоминаний «Мозаика жизни (Из воспоминаний частного человека)». Домашний архив.
: «Язык сам по себе очень меня занимал, я сосредоточился на истории немецкого артикля (смысл его, трудный для носителя русского языка, где артикль почти выветрился, я, кажется, усвоил, в отличие от вспомогательных глаголов sein и haben, в которых не совсем уверен до сих пор). Замечательный лингвист, ученик В. М. Жирмунского, Лев Рафаилович Зиндер (учебник немецкого языка „Зиндера и Строевой“ был у нас настольной книгой!) очень надеялся, что перетянет меня на лингвистику, а когда этого не получилось, очень об этом сожалел»: Из неопубликованной рукописи незавершенных воспоминаний «Мозаика жизни (Из воспоминаний частного человека)». Домашний архив.